# Emirato di Umm al-Qaywayn
L'emirato di Umm al-Quwain (in arabo: أم القيوين Umm al Quwwayn), anche Umm al Qiwain, Umm al-Qawain, Umm al-Qaywayn, Umm el-Qiwain, Umm al-Qiwain o Umm al-Qaiwain, è uno dei sette emirati degli Emirati Arabi Uniti. Situato nel nord del paese, si affaccia sul Golfo Persico. L'emirato è stato governato, fino alla sua morte, da bin Rashid Ahmad Al Mu'alla, che era un membro del Consiglio Supremo degli Emirati Arabi Uniti dal 1981. L'emirato nel 2007 contava circa 72 000 abitanti (che rende l'emirato il meno popolato della federazione) e ha una superficie di circa 755 km². È compreso tra l'emirato di Ras al-Khaima e quello di Sharja.

## Elenco degli emiri
| Regno                          | Nome                               | Note |
| ------------------------------ | ---------------------------------- | ---- |
| 1775 - 1768                    | Majid Al Mu'alla                   |      |
| 1768 - 1820                    | Rashid I bin Majid Al Mu'alla      |      |
| 1820 - 1853                    | Abd Allah I bin Rashid Al Mu'alla  |      |
| 1853 - 1873                    | Ali bin Abd Allah Al Mu'alla       |      |
| 1873 - giugno 1904             | Ahmad I bin Abd Allah Al Mu'alla   |      |
| giugno 1904 - agosto 1922      | Rashid II bin Ahmad Al Mu'alla     |      |
| agosto 1922 - ottobre 1923     | Abd Allah II bin Rashid Al Mu'alla |      |
| ottobre 1923 - 9 febbraio 1929 | Hamad bin Ibrahim Al Mu'alla       |      |
| 9 febbraio 1929 - 1981         | Ahmad II bin Rashid Al Mu'alla     |      |
| 1981 - 2 gennaio 2009          | Rashid III bin Ahmad Al Mu'alla    |      |
| dal 2 gennaio 2009             | Saud bin Rashid Al Mu'alla         |      |

## Geografia fisica

### Clima
Tra novembre e marzo, le temperature medie giornaliere sono di 26 °C mentre quelle notturne sono di 15 °C, ma nella stagione estiva possono aumentare fino a raggiungere i 40 °C con livelli di umidità molto elevati. La media delle precipitazioni annue è di 42 mm. Sulla costa soffiano fresche brezze di mare durante il giorno.

## Economia

### Turismo
Grandi attrazioni turistiche sono il Forte di Umm Al Quwain (oggi riconvertito in museo), il Porto Antico, le Isole di Umm Al Quwain, gli Scavi Archeologici di Al-Dour (importante insediamento pre-islamico) e il Dreamland Aqua Park (il parco acquatico più grande degli Emirati Arabi Uniti)